# Kim Seol-hyun
Seolhyun, właśc. Kim Seol-hyun (kor. 김설현; ur. 3 stycznia 1995 w Bucheon) – południowokoreańska aktorka i piosenkarka. Jest członkinią południowokoreańskiej grupy AOA i występowała w serialach telewizyjnych Mosnan-i juuibo (2013) i Orange Marmalade (2015).

## Filmografia

### Filmy
| Rok  | Tytuł                | Rola          |
| ---- | -------------------- | ------------- |
| 2015 | Gangnam 1970         | Kang Seon-hye |
| 2017 | Człowiek bez pamięci | Kim Eun-hee   |
| 2018 | Ansiseong            | Baek-ha       |

### Seriale telewizyjne
| Rok  | Tytuł                | Rola        | Stacja telewizyjna |
| ---- | -------------------- | ----------- | ------------------ |
| 2012 | Nae ttal Seo-yeong-i | Seo Eun-soo | KBS2               |
| 2013 | Mosnan-i juuibo      | Gong Na-ri  | SBS                |
| 2015 | Orange Marmalade     | Baek Ma-ri  | KBS2               |

## Nagrody i nominacje
| Rok  | Nagroda                         | Kategoria                               | Przedmiot nominacji  | Wynik     | Źródło |
| ---- | ------------------------------- | --------------------------------------- | -------------------- | --------- | ------ |
| 2015 | Baeksang Arts Awards            | Najlepsza Nowa Aktorka (film)           | Gangnam 1970         | Nominacja |        |
| 2015 | Korea Drama Awards              | Najlepsza Nowa Aktorka                  | Orange Marmalade     | Nominacja |        |
| 2015 | Grand Bell Awards               | Najlepsza Nowa Aktorka                  | Gangnam 1970         | Nominacja |        |
| 2015 | Blue Dragon Film Awards         | Najlepsza Nowa Aktorka                  | Gangnam 1970         | Nominacja |        |
| 2015 | Blue Dragon Film Awards         | Popular Star Awards                     | Gangnam 1970         | Wygrana   | [ 2 ]  |
| 2015 | APAN Star Awards                | Najlepsza Nowa Aktorka                  | Orange Marmalade     | Nominacja |        |
| 2015 | KBS Entertainment Awards        | Najlepsza nagroda dla nowicjuszy        | Brave Family         | Wygrana   |        |
| 2015 | KBS Drama Awards                | Najlepsza Nowa Aktorka                  | Orange Marmalade     | Nominacja |        |
| 2015 | KBS Drama Awards                | Nagroda Publiczności                    | Orange Marmalade     | Wygrana   | [ 3 ]  |
| 2015 | KBS Drama Awards                | Best Couple Award (z Yeo Jin-goo)       | Orange Marmalade     | Nominacja |        |
| 2016 | InStyle Star Icon               | Najlepsze Ciało – Celebrytka            |                      | Nominacja |        |
| 2016 | Seoul TV CF Awards              | Model Roku                              |                      | Wygrana   | [ 4 ]  |
| 2016 | Marie Claire Film Festival      | Rookie Award                            | Gangnam 1970         | Wygrana   | [ 5 ]  |
| 2016 | Max Movie Awards                | Wschodząca Gwiazda                      | Gangnam 1970         | Wygrana   | [ 6 ]  |
| 2016 | Asian Film Awards               | Najlepszy debiutant                     | Gangnam 1970         | Nominacja |        |
| 2016 | Style Icon Asia                 | Awesome Syndrome                        |                      | Wygrana   | [ 7 ]  |
| 2016 | Korean Advertisers Association  | Najlepszy Model                         |                      | Wygrana   | [ 8 ]  |
| 2016 | SBS Entertainment Awards        | Best Entertainer Award                  | Law of the Jungle    | Wygrana   |        |
| 2016 | 2nd Fashionista Awards          | Best Fashionista – Red Carpet Category  |                      | Nominacja | [ 9 ]  |
| 2017 | KOPA & Nikon Press Photo Awards | Najbardziej fotogeniczna gwiazda roku   |                      | Wygrana   | [ 10 ] |
| 2017 | The Seoul Awards                | Najlepsza nowa aktorka (Film)           | Człowiek bez pamięci | Nominacja |        |
| 2017 | Fashionista Awards              | Best Fashionista – kategoria Red Carpet |                      | Nominacja | [ 11 ] |
| 2018 | Grand Bell Awards               | Woori Bank Star Award                   | Wygrana              | [ 12 ]    |        |
| 2018 | Asia Artist Awards              | New Wave Award                          | Wygrana              | [ 13 ]    |        |